# Alva (Regno Unito)
Alva (gael. Allamhagh Beag) è una piccola cittadina del Regno Unito in Scozia, nel Clackmannanshire.

## Economia
Ad Alva si trova il piccolo birrificio Harviestoun Brewery, fondato nel 1984 a Dollar e spostatosi nell'Alva Industrial Estate nel 2004. Le sue birre hanno ricevuto riconoscimenti a livello internazionale.

## Sport
Annualmente da oltre 150 anni si celebrano i "Alva Games", una tradizionale manifestazione sportiva.